# Zócalo/Tenochtitlan (métro de Mexico)
Zócalo (ou Zócalo/Tenochtitlan depuis août 2020) est une station de la Ligne 2 du métro de Mexico, située au centre de Mexico, dans la délégation Cuauhtémoc.

## La station
La station ouverte en 1970, se trouve sur la Place de la Constitution, dite le Zocalo, la place principale de la ville et du pays. Son nom vient du concours lancé en 1843 par Antonio López de Santa Anna pour un mémorial à l'Indépendance du Mexique, remporté par Lorenzo de la Hidalga. Faute de fonds, le projet ne put être achevé, et longtemps, seule la fondation (zócalo) du monument demeura sur la place.
L'icône représente la silhouette du blason du Mexique. En août 2020, la station a reçu le nom de Zócalo/Tenochtitlan pour marquer les 500 ans de la conquête du Mexique.
Par respect de l'esthétique coloniale des lieux, Zócalo est la seule station dont les entrées ne sont pas signalées par des panneaux en hauteur.